# Saltaodus
Saltaodus — вимерлий рід ссавців, що належить до родини Didolodontidae. Він жив у пізньому еоцені на території сучасної Південної Америки.

## Опис
Цей рід відомий лише з лівої нижньої щелепи, що робить неможливим реконструювати його загальний вигляд. Вважається, що це була тварина невеликого розміру, і порівняння з його більш відомим родичем Didolodus показує, що Saltaodus мав важити менш як 5 кілограмів. Характеризувався наявністю добре розвиненого ікла та брахідонтного зубного ряду. Перший і другий нижні премоляри однокореневі. Порівняно з Kollpaniidae, іншою групою архаїчних південноамериканських ссавців, Saltaodus мав вищі та більш відокремлені стулки, з добре розвиненою хребтом. Басейн талонід був великим і не був заповнений основою гіпоконіда або дистальною стінкою метаконіда. Четвертий нижній премоляр був чітко схожий на моляр.

## Класифікація
Saltaodus був членом Didolodontidae, загадкової клади південноамериканських копитних, які жили на початку кайнозою, можливо, близько до предка Litopterna. Saltaodus був одним із найменших відомих дідолодонтів і одним із небагатьох відомих у низьких широтах Південної Америки.
Saltaodus sirolli вперше був описаний у 2020 році на основі скам'янілостей, знайдених у формації Лумбрера поблизу Сан-Антоніо-де-лос-Кобрес, у провінції Сальта в Аргентині.